# Dalton Ghetti
Dalton M. Ghetti (1961-) é um artista brasileiro, conhecido por criar obras de arte nas pontas dos lápis. 
Dalton, nasceu em S. Paulo, e vive nos Estados Unidos, trabalha como carpinteiro há cerca de 25 anos, usa três ferramentas básicas para fazer suas criações – uma lâmina de barbear, agulhas de costura e uma faca de modelagem. 
Recusa-se a usar lupa e nunca vendeu nenhum de seus trabalhos, somente presenteia os amigos. 
Ele disse: "Eu uso a agulha de costura para fazer furos ou cavar o grafite. Eu crio linhas e transformo o grafite lentamente na minha mão"
Ghetti nasceu no Brasil, morando hoje nos EUA. Tem uma caixa de esculturas que quebraram enquanto trabalhava nelas, que ele carinhosamente chama de “a coleção cemitério”. Ele disse: “Tenho poucas peças quebradas por isso decidi cola-las em alfinetes e em expor para uma vitrina. As pessoas podem pensar que é estranho mante-las, mas elas ainda são interessantes. Eu trabalhei nelas por meses para que possam estar mortas agora”.
O maior tempo que ele trabalhou em uma escultura foram dois anos e meio em um lápis, com cadeias de interligação. O tempo normal em uma escultura levam alguns meses.